# دبليو دبليو إف سوبر ستارز
دبليو دبليو إف سوبر ستارز هي لعبة فيديو من تطوير ونشر شركة تكنوس جابان وتم إصدارها في أمريكا الشمالية في شهر مايو عام 1989.